# European Draughts Confederation
De European Draughts Confederation is de overkoepelende Europese dambond die in maart 2021 uit 24 nationale dambonden bestaat en op 13 augustus 1998 in Tallinn werd opgericht door vertegenwoordigers van 12 nationale Europese dambonden.

## Georganiseerde toernooien
De bond organiseert Europese kampioenschappen in de volgende categorieën, teamsamenstellingen en disciplines:
- algemeen (vanaf 2002)
- vrouwen (vanaf 2000)
- jeugd (vanaf 1999)
- landenteams (vanaf 2010)
- clubteams
- rapiddammen
- sneldammen (vanaf 2005)

## Voorzitters en hoofdkwartieren
De bond heeft vanaf de oprichting de volgende voorzitters en (meestal meeverhuisde) hoofdkwartieren gehad:
- 1998-2007  Jacek Pavlicki en Szczecin in Polen
- 2007  Rima Danilevičienė (interim als vicevoorzitter tot verkiezing in Aix-les-Bains)
- 2007-2017  Janek Mäggi en het Paul Keres schaakhuis in Tallinn
- 2017-2019  Ingrida Druktenaite en Vilnius
- 2019-nu (gepland tot 2023)  Carlo Andrea Bordini en Rome